# Улбански залив
Улба̀нският залив (на руски: Ульба̀нский залив) е плитководен залив в западната част на Охотско море, южно продължение на залива Академия, край бреговете на Хабаровски край, Русия.
Вдава се навътре в сушата на около 75 km между полуостровите Тугурски на запад и Тохареу на изток. Ширина на входа, между носовете Укурунру и Тукургу 35 km. Бреговете му са слабо разчленени, предимно планински. Замръзва през октомври, а се размразява през юни. В южната му част се вливат реките Улбан, Сиран и др.